# 岩田雅人
岩田 雅人（いわた まさと、1953年8月4日 - ）は、パナソニック システムネットワークス女子陸上競技部ゼネラルマネジャー。福島テレビの元アナウンサー。

## 人物・経歴
神奈川県横浜市出身。早稲田大学卒業後、1977年に福島テレビ入社。友人のアナウンサーには、村上信夫（元NHK→フリー）や渡辺雅彦（元テレビ静岡）、伊藤治明（元北海道文化放送）がいる。
スポーツ中継の実況のほか、報道番組のキャスターや情報番組の司会も担当した。特に「東日本女子駅伝」では、第一回から2007年まで実況などで立ち会った一人であった。また報道制作局次長を歴任。応援実況に行った北海道文化放送では、有森裕子の優勝した北海道マラソンを移動車から全国に実況した。
2008年3月に別部署に異動し、アナウンサー職から離れた。
2014年4月、福島テレビを退職し、パナソニック システムネットワークス女子陸上競技部ゼネラルマネジャーに転身 。

## 担当番組
- スポーツ実況（競馬、バレーボール、駅伝など）
- サタふく メインMC（2002.4 - 2008.3）
- FTVテレポート 月曜～木曜メインキャスター（1989.4 - 1996.9）
- うつくしま祭り50選（ナレーター）
- ときめきうつくしま（福島県広報番組）
- FTVニュース
- 全東北民謡選手権大会（司会）
- 親の目・子の目（ナレーター）
- 今、きらめいて（ナレーター）

## 主な実況歴
- 中日新聞杯（1989年, 1990年）
- 新潟大賞典（1985年）
- ラジオたんぱ賞（1986年, 1988年）
- 七夕賞（1985年, 1998年, 1999年）
- カブトヤマ記念（1988年, 1997年, 1998年）
- 福島記念（1984年, 1985年, 1988年, 1997年～2001年）

## 備考
- 2008年3月、当時存在した福島テレビ公式ホームページのコンテンツ「きょうのアナウンサー」に自身最後のコラムを掲載したが、アナウンサーを「引退」するといった言葉はあえて使わず、アナウンサーを「廃業」するという言葉を残して書き込んだ[3]。
- 前述のように、長年にわたり東日本女子駅伝といったFNS系列の陸上中継やスポーツ中継などに携わったため、たまにスポーツ大会の現場に立ち会うことがあった。